# Holiday (canção de Lil Nas X)
"Holiday" (estilizada em letras maiúsculas) é uma canção do rapper e cantor estadunidense Lil Nas X. Seu lançamento como single ocorreu em 13 de novembro de 2020 pela Columbia Records. Uma prévia da canção, intitulada "The Origins of Holiday", foi lançada em 8 de novembro.

## Videoclipes

### "The Origins of Holiday" (trailer)
O videoclipe do trailer "The Origins of Holiday" foi dirigido por Jason Koenig e produzido por Ron Perry, Saul Levitz e Bridgitte Pugh. No vídeo, Lil Nas X supera a identidade de Papai Noel, de forma semelhante ao personagem de Tim Allen no filme de 1994, The Santa Clause, e apresenta Michael J. Fox como o personagem de Marty McFly da série de filmes De Volta para o Futuro.

### "Holiday"
O videoclipe de "Holiday" foi dirigido por Gibson Hazard e Lil Nas X, e apresenta o cantor como um Papai Noel futurista em sua oficina em 24 de dezembro de 2220.

## Histórico de lançamento
| Região         | Encontro               | Formato                    | Rótulo   | Ref.        |
| -------------- | ---------------------- | -------------------------- | -------- | ----------- |
| Mundo          | 13 de novembro de 2020 | Download digital streaming | Columbia | [ 5 ] [ 6 ] |
| Estados Unidos | 17 de novembro de 2020 | Contemporary hit radio     | Columbia | [ 7 ]       |
| Estados Unidos | 17 de novembro de 2020 | Rhythmic radio             | Columbia | [ 8 ]       |